# Cempsi
Les Cempsi formaient un peuple celte (plus exactement de celtibères) de l'antiquité.
Souvent associés aux Saefes, ils sont cités par Avienus. Ils vivaient à l'Ouest de l'Hispanie. Ils sont de culture de Hallstatt.
Partis de Westphalie, ils traversèrent la Hollande, la Belgique et la côte atlantique française. Ils arrivèrent en Hispanie vers 650 av. J.-C., accompagnant des tribus germaines, cimbres, et éburonnes. On suppose que ces tribus vécurent quelque temps sur la Meseta. Puis les Cempsi partirent vers l'ouest de l'Hispanie et dans la vallée du Tage portugais où Avienus situe le lugum Cempsicum, actuel cap Espichel.